# Luís de Camões
Luís Vaz de Camões (Lisboa, desembre de 1524 - Ib., 10 de juny de 1580) va ser un escriptor i poeta portuguès, habitualment considerat com el més gran poeta en llengua portuguesa. La seva obra mestra va ser Els Lusíades.

## Biografia

### Joventut a Portugal
Se sap molt poc de la vida de Camões (també escrit Camoens), i tot allò que hom creu conèixer és, en la majoria dels casos, dubtós. Sembla que va nàixer a Lisboa cap al 1524, d'una família arribada del nord del país, de Chaves, però això no és segur. Els defensors d'aquesta teoria consideren a Simão Vaz de Camões son pare i a Anna de Sá e Macedo sa mare. Per via paterna, Camões estaria emparentat amb el trobador gallec Vasco Pires de Camões i per part materna amb el navegant Vasco de Gama.
Va viure algun temps a Coïmbra, on hauria freqüentat les aules d'humanitats, tal vegada en el monestir de Santa Cruz, ja que ací tenia un oncle. No obstant això, malgrat que l'existència d'aquell oncle, Bento de Camões, estiga documentada, no hi ha proves documentals de l'estada del poeta a Coïmbra. En algun lloc, afirmen els estudiosos de la seua vida, va haver d'adquirir el gran bagatge cultural que demostra posseir a les seues obres.
Va tornar a Lisboa i va portar una vida bohèmia. Se li atribueixen diversos amors, no només amb dames de la cort, sinó fins i tot amb la mateixa infanta Maria, germana del rei Manuel I de Portugal. Va ser empresonat per un altercat i va decidir allistar-se a la Marina portuguesa. Destinat al nord d'Àfrica, va perdre l'ull dret en una batalla naval a l'estret de Gibraltat.

### Experiència a les Índies
El 1553 se'n va a l'Índia Portuguesa, on hi va escriure gran part de la seua obra. Aquesta és una de les poques etapes de la seua vida que els documents corroboren. La travessia va ser força complicada i tres dels quatre vaixells que van sortir del port lisboeta van enfonsar-se durant una tempesta al cap de Bona Esperança. Es va instal·lar a la ciutat de Goa i allà va entrar al servei d'Afonso de Noronha i de Pedro Mascarenhas, trobant temps per iniciar el relat d'Els Lusíades mentre participava de les expedicions militars i comercials a Àsia.
Després de publicar un escrit criticant la gestió del governador colonial, Francisco Barreto, va ser empresonat. Un cop alliberat, va ser penalitzat i destinat a Macau, on s'hi va estar entre tres i cinc anys. Diu la llegenda que, quan tornava a Goa, el vaixell on navegava va naufragar a la desembocadura del Mekong i l'únic que es va salvar van ser Camões i un plec amb la primera part d'Els Lusíades. Aquest fet va mudar la història i l'estil del text i de la seva posterior obra.
L'any 1657 decideix tornar a Portugal i en el camí fa escala a Sofala, a Moçambic. L'illa era governada per Barreto, amb qui ja havia tingut problemes a Goa. Aquest va impedir-li la sortida durant més de dos anys, fins que el seu amic Diogo do Couto el va localitzar. La trobada es relata a la seua obra i va declarar que el poeta s'hi trobava en un estat precari: "tan pobre que vivia dels amics". Va ser Couto, amb l'ajuda d'uns amics, qui li van pagar el viatge fins a Lisboa, on finalment va arribar l'any 1569.

### Retorn a Portugal
Pobre i malalt, va aconseguir publicar Os Lusíadas l'any 1572 gràcies a les influències d'alguns amics pròxims al rei Sebastià I de Portugal. Però fins i tot la publicació d'Os Lusíadas està tenyida de misteri - hi ha dues edicions del mateix any i no se sap quina de les dues va ser la primera. En recompensa als serveis prestats a la pàtria, el rei li va concedir una modesta pensió, però fins i tot aquesta pensió seria lliurada sempre amb retard i no va salvar el poeta de l'extrema pobresa.

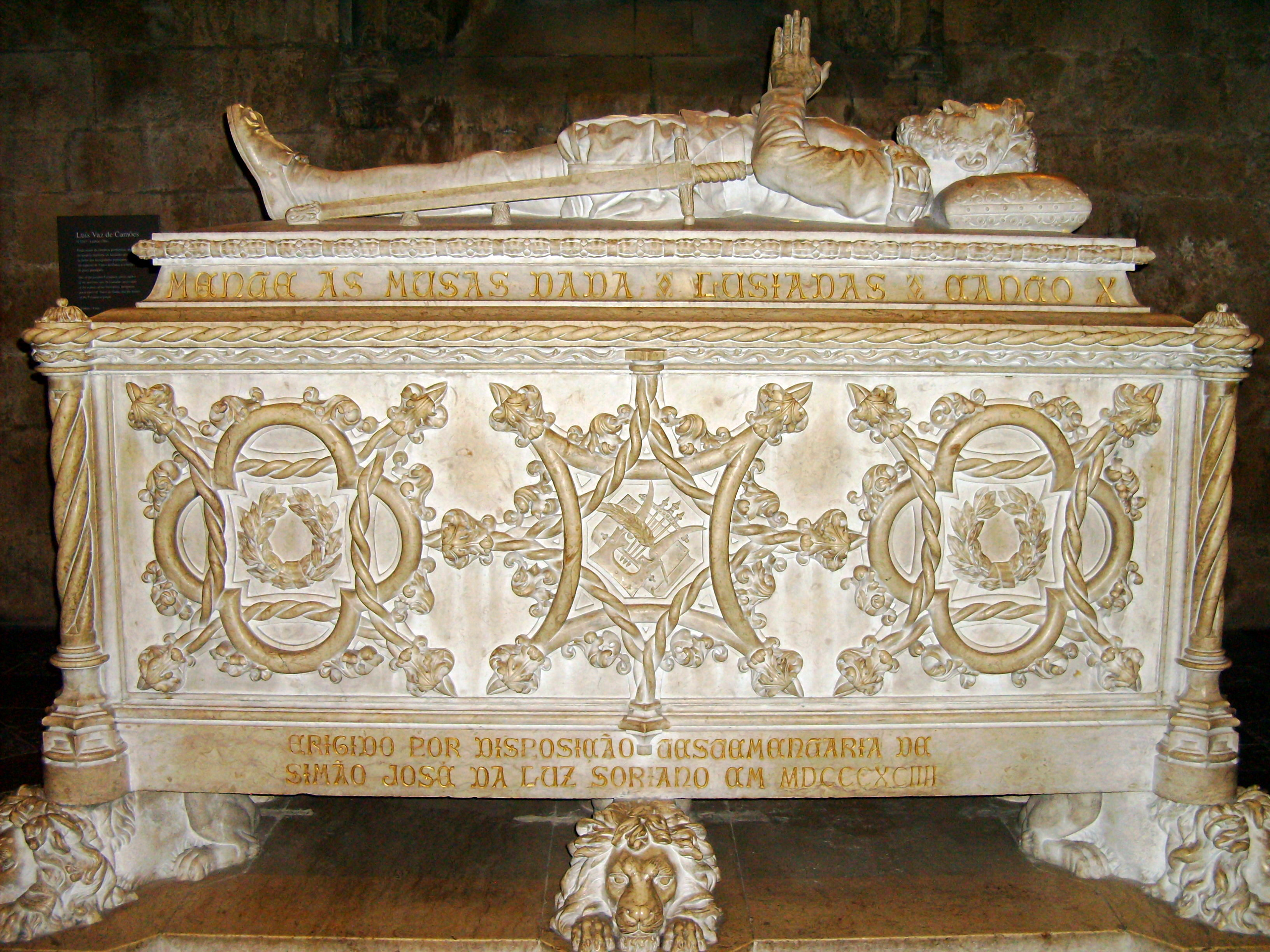
Cenotafi del poeta als Jerònims de Lisboa.

La gran majoria de la seva obra, però, només va ser publicada pòstumament i ni tan sols hi ha acord entre els diferents editors respecte al nombre de sonets escrits pel poeta, existint dubtes sobre l'autoria d'algunes de les peces. Les obres dramàtiques ("autos" o comèdies) van ser editades l'any 1587, mentre que Rimas, el recull de poemes de Camões, no van aparèixer fins al 1595.
Va morir a Lisboa el 10 de juny de 1580, suposadament per haver contret la pesta. Tenia pocs recursos i un amic va haver de pagar la sepultura. El seu túmul, que se suposa va ser col·locat prop del convent de Santa Anna a Lisboa, es va perdre en el terratrèmol que va assolar Portugal el 1755, per la qual cosa s'ignora el parador de les seues restes mortals. Així doncs, cap dels dos monuments fúnebres que li estan dedicats actualment - un al monestir dels Jerònims a Lisboa i un altre al Panteó Nacional, contenen el cos de l'escriptor.

## Estil literari

### Gèneres
La producció literària de Camões engloba quatre modalitats literàries: la lírica, l'èpica, la dramàtica i la didàctica (les seves cartes, publicades inicialment a l'obra Rimas). El seu treball líric va ser apreciat immediatament com un gran èxit. El talent de Camões es manifesta en l'ús de formes poètiques variades -de les quals destaca el sonet, per la seva capacitat per «utilitzar diferents metres i esquemes de rimes, imatges i figures que revelen múltiples aspectes de les emocions del poeta». Va demostrar el seu virtuosisme sobretot en cançons i elegies, però les seves redondilles no es queden enrere. De fet, va ser un mestre d'aquesta forma, va donar una nova vida a l'art de la glosa, inculcant-hi espontaneïtat i senzillesa, ironia delicada i fraseig viu, portant la poesia de la cort al seu nivell més alt, i demostrant que també sabia perfectament com expressar alegria i relaxació. La seva producció èpica es resumeix a Os Lusíadas, una viva exaltació dels èxits portuguesos, no només de les seves victòries militars, sinó també de la conquesta dels elements i de l'espai físic, amb l'ús recurrent de les al·legories clàssiques. La idea d'una èpica nacional existia a Portugal des del segle xv, quan van començar les navegacions, però va ser amb Camões, un segle després, qui va materialitzar-la.

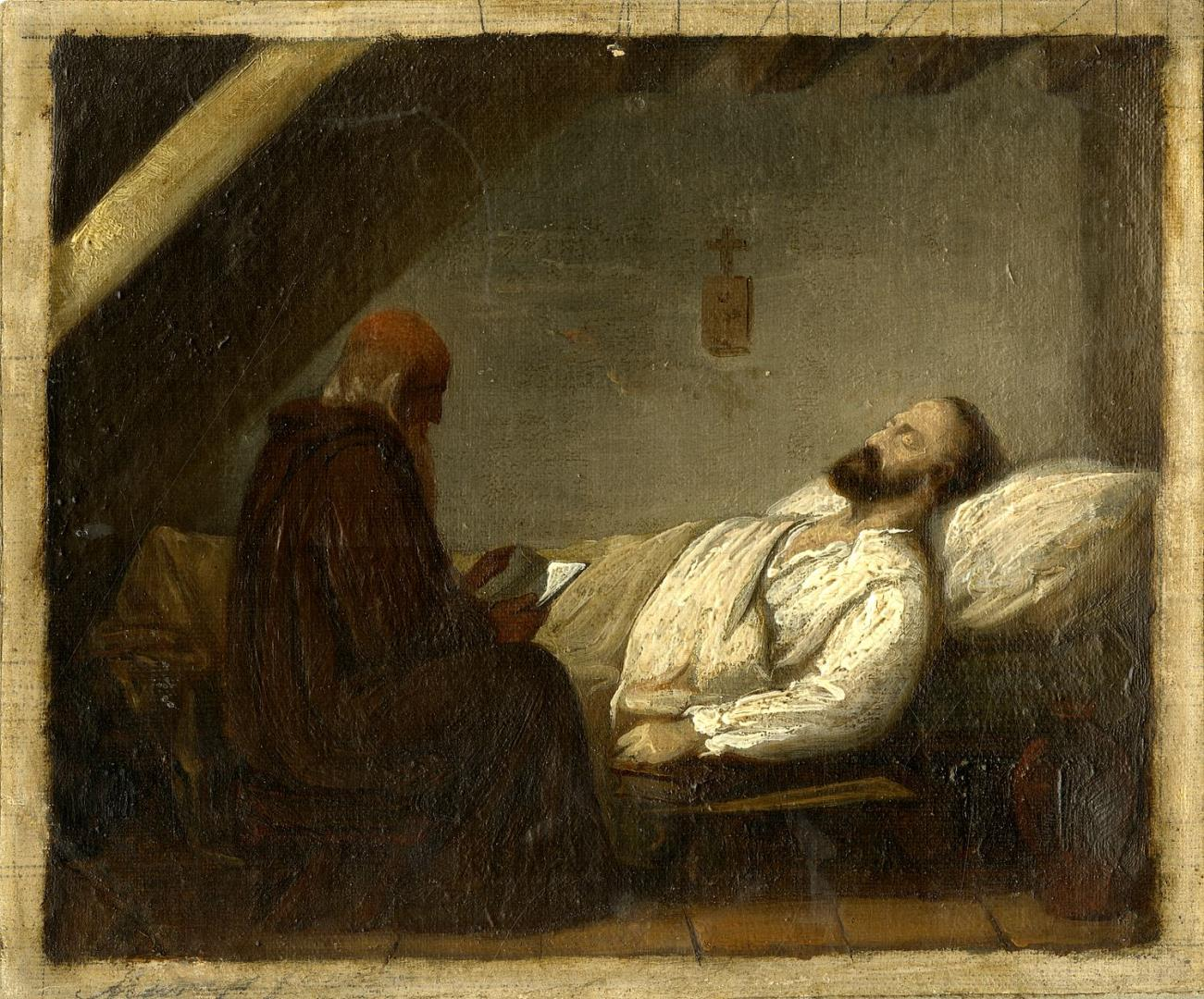
La mort de Camões (Francisco Augusto Metrass, 1874)

En les seves obres dramàtiques, cadascuna amb la seva especificitat temàtica i formal, l'autor va intentar fusionar elements nacionalistes i clàssics. El seu teatre mereix ser llegit i estudiat, entre d'altres aspectes, pel joc de veus, pels diàlegs i enfrontaments entre els personatges que expressen temes presents en tota la seva obra, com l'amor, el destí i la pròpia condició humana. El lector també troba algunes lletres en prosa i en vers, o barrejant les dues formes (hi ha cartes en prosa que inclouen passatges de poesia). Les cartes de Camões revelen un individu singular, més proper a la lírica que a l'èpica o al teatre, de vegades trist o experimentant sentiments contradictoris. En aquests textos, el poeta teixeix el seu autoretrat i analitza els altres i el món, sovint amb ironia. Si, d'una banda, parla d'un món més ocult i dionisíac, de l'altra, a l'hora d'enviar i donar notícies d'ell als seus amics, també considera l'escriptura atenta i malenconiosa de les cartes.

### Inspiració
Probablement, si s'hagués quedat a Portugal, com a poeta de la cort, no hauria aconseguit mai el domini del seu art. Les experiències que va acumular com a soldat i navegant van enriquir molt la seva visió del món i van entusiasmar el seu talent. A través d'ells, aconseguí alliberar-se de les limitacions formals de la poesia cortesana. Les dificultats per les quals va passar, la profunda angoixa de l'exili o l'enyorança de la seva pàtria, impregnaren indeleblement el seu esperit. Camões va influir notablement en les tres següents generacions d'escriptors portuguesos. Els seus millors poemes brillen per exactament allò que és genuí en el patiment expressat i en l'honestedat d'aquesta expressió, i aquesta és una de les principals raons que van posar la seva poesia en un nivell tan alt.
Les seves fonts eren nombroses. Dominava el llatí i el castellà, i va demostrar un sòlid coneixement de la mitologia grecoromana, la història europea antiga i moderna, els cronistes portuguesos i la literatura clàssica, destacant autors com Ovidi, Xenofont, Lucà, Valeri Flac, Horaci, però sobretot, Homer i Virgili, de qui va agafar en préstec diversos elements estructurals i estilístics i de vegades fins i tot fragments en transcripció quasi literal. Segons les cites que va fer, també sembla que tenia un bon coneixement de les obres de Ptolemeu, Diògenes Laerci, Plini el Vell, Estrabó i Pomponi, entre altres historiadors i científics antics. Entre els moderns, coneixia la producció italiana de Francesco Petrarca, Ludovico Ariosto, Torquato Tasso, Giovanni Boccaccio i Jacopo Sannazaro, i també la literatura castellana.

### Renaixement o manierisme

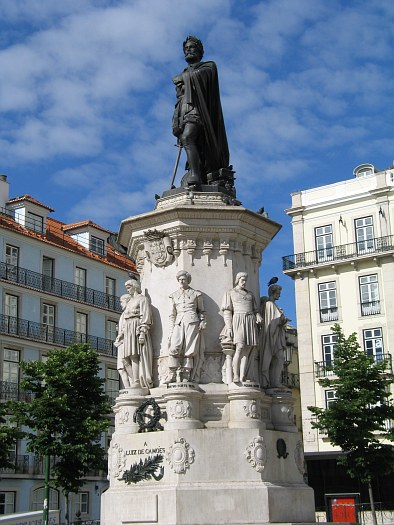
Estàtua del poeta en la Plaça Luís de Camões, al Bairro Alto de Lisboa.

Molts experts consideren que Camões és pura i simplement renaixentista, però generalment es reconeix que el segle xvi va estar en gran part dominat per un derivació estilística anomenada Manierisme, que en diversos punts és una escola anticlàssica i en molts aspectes prefigura el barroc. Així, per a diversos autors, és més apropiat qualificar-lo de manierista, distingint-lo del classicisme típic del Renaixement. Això es justifica per la presència de diversos recursos lingüístics i una aproximació a les seves temàtiques que no concorden amb les doctrines de l'equilibri, l'economia, la tranquil·litat, l'harmonia, la unitat i l'idealisme invariable que són els eixos fonamentals del classicisme renaixentista. Camões, després d'una fase inicial típicament clàssica, va seguir altres camins i la inquietud i el drama es van convertir en els seus companys. Al llarg d'Els Lusíades, són visibles els signes d'una crisi política i espiritual, es percep la perspectiva sobre la decadència de l'imperi i el caràcter dels portuguesos, censura els mals costums i la manca de valoració per les arts; però ho alterna amb passatges on en fa una entusiasta apologia. També típic del manierisme -i seria encara més notori en el barroc- és el gust pel contrast, per l'èxtasi emocional, pel conflicte, per la paradoxa, per la propaganda religiosa, per l'ús de figures de llenguatge complexes i precioses, fins i tot pel grotesc i el monstruós, molts d'ells són trets comuns en l'obra de l'autor portuguès.
El caràcter manierista de la seva obra també es destaca per les ambigüitats generades per la ruptura amb el passat i per l'adhesió concomitant a aquest. Això es manifesta, en quant a la primera qüestió, en la visualització d'una nova època i en l'ús de noves fórmules poètiques provinents d'Itàlia; i pel que fa al segon punt, en l'ús d'arcaismes propis de l'edat mitjana. A més de l'ús de models formals renaixentistes i classicistes, va conrear els gèneres medievals de vilancet, cantiga i troba. El caràcter contradictori de la seva poesia rau en el contrast entre dues premisses oposades: l'idealisme i l'experiència pràctica. Combinava valors típics del racionalisme humanista amb d'altres derivats de la cavalleria, les croades i el feudalisme, alineava la propaganda constant de la fe catòlica amb la mitologia antiga, responsable a nivell estètic de tota l'acció que materialitza l'assoliment final, descartant l'aurea mediocritas i defensant la primacia de l'exercici de les armes i la conquesta gloriosa.

## Llegat
És considerat el major poeta portuguès, situant-se la seua obra entre el classicisme i el manierisme. Alguns dels seus sonets, com el conegut Amor é fogo ("Amor és foc"), per l'ús de les paradoxes, anuncia ja el barroc que s'aproximava.

El Premi Luís de Camões és el més important en llengua portuguesa. Va ser instituït el 1988 pels governs del Brasil i de Portugal.

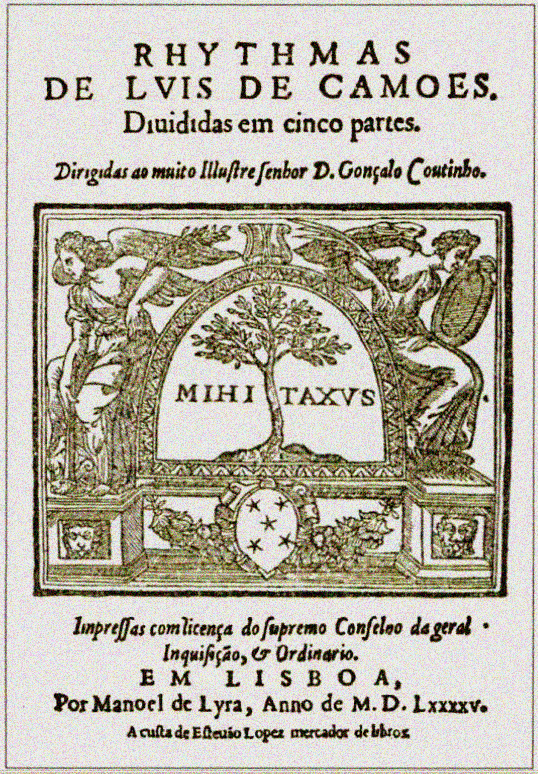
Portada de la 1a edició de Rimas.

## Obres
- 1572- Os Lusíadas (text complet)

### Rimes
- 1595 - Amor é fogo que arde sem se ver
- 1595 - Verdes são os campos
- 1595 - Que me quereis, perpétuas saudades?
- 1595 - Sobolos rios que vão

### Teatre
- 1587 - El-Rei Seleuco
- 1587 - Auto de Filodemo
- 1587 - Anfitriões

D'ell ens han arribat tres cartes.